# Marek Jarolím
Marek Jarolím [ˈmarek ˈjarɔ̹liːm] (* 21. Mai 1984 in Olomouc) ist ein tschechischer Fußballspieler.

## Karriere

### Verein
Jarolím begann mit dem Fußballspielen bei Sparta Prag. Ab der Saison 2002/03 wurde er in der B-Mannschaft eingesetzt, die zu dieser Zeit in der 2. Liga spielte. In der Saison 2004/05 war der Mittelfeldspieler an den FK Mladá Boleslav ausgeliehen, für den er 23 Erstligaspiele bestritt. Gleich in seinem zweiten Einsatz in der höchsten Spielklasse erzielte er ein Tor. Zur Saison 2005/06 kehrte er zu Sparta Prag zurück, wurde aber Mitte August an Viktoria Pilsen ausgeliehen. In der Winterpause kehrte Jarolím nach Prag zurück, wurde aber erneut nur im B-Team eingesetzt.
Schließlich wechselte er im Sommer 2006 endgültig nach Pilsen. Dort entwickelte er sich schnell zum Stammspieler. In der Saison 2007/08 wurde er Mannschaftskapitän und gehörte zu den besten Spielern seines Teams. Jarolím wurde in der Winterpause 2007/08 von Slavia Prag verpflichtet. Nach anderthalb Jahren bei Slavia Prag, mit dem Jaorlím zwei tschechische Meisterschaften gewann, wechselte er Anfang September 2009 zum FK Jablonec.

### Nationalmannschaft
Während seiner Zeit bei Sparta Prag bestritt Jarolím am 16. April 2003 ein Spiel für die tschechische U19-Auswahl gegen Ungarn, das 3:2 gewonnen wurde. Anderthalb Jahre später kam er zu seinem ersten und letzten Einsatz in der U21-Nationalmannschaft. Am 8. Oktober 2004 besiegten die Tschechen Rumänien mit 4:1. 

## Sonstiges
Sein Vater Vlastimil Jarolím spielte in den 1970er- und 1980er-Jahren für Sigma Olomouc. Sein Onkel Karel Jarolím ist Trainer. Seine Cousins David Jarolím und Lukáš Jarolím sind Profifußballer.